# Finala Ligii Campionilor 2008
Finala Ligii Campionilor 2008 a fost meciul final și decisiv din cadrul Ligii Campionilor UEFA, sezonul 2007/2008. Meciul a fost organizat de UEFA pe 21 mai 2008, într-o zi de miercuri la ora 19:45 BST sau 22:45 timp local, și a opus între ele formațiile Manchester United și Chelsea Londra, fiind prima finală pur englezească a acestei competiții. Este a treia oară când o finală a acestei competiții se dispută între două echipe din aceași țară după finalele din 2000 și 2003. Partida s-a jucat pe Stadionul Lujniki, din Moscova, Rusia, terenul gazdă al formațiilor Torpedo și Spartak Moscova. Meciul a fost câștigat de Manchester United, cu scorul de 6-5 după penalty-uri, deoarece în timpul regulamentar scorul a fost egal, 1-1.
Într-o serie de coincidențe, în săptămâna în care Manchester United accedea în finala din Rusia, echipa rusească Zenit St Petersburg câștiga Finala Cupei UEFA 2008 pe stadionul City of Manchester în Manchester, Anglia. Aceasta a fost prima prezență a echipei Chelsea patronată de miliardarul Roman Abramovici într-o finală europeană chiar la el acasă, în Rusia. Formația Manchester United cerebrează în 2008, 50 de ani de la catastrofa aeriană de la München respectiv 40 de ani de la primul triumf într-o cupă europeană.
Finala s-a disputat pe iarbă naturală, care a înlocuit temporar iarba artificială de pe stadionul Luzhniki.
În ultimii ani, finalei Ligii Campionilor i s-a dat o identitate proprie și un logo unic precum și o temă aparte. Obiectivul este ca finala să fie mai bine promovată, interesul oamenilor să crească pentru aceasta iar acest eveniment să devină de prestigiu internațional. Pe 31 octombrie 2007, la Moscova, a fost prezentată fundalul, tema și alte elemente specifice acestei finale. Ceremonia a fost organizată în sala presei din incinta stadionului Luzhniki și în prezența ambasadorului acestei finale, fostul portar rus Rinat Dasayev.

## Premise
Manchester a ajuns în finala Ligii Campionilor în postură de campioană a Angliei pentru șaptesprezecea oară în istoria clubului, sezonul 2007/2008 și aproape neînvinsă în această competiție, pierzând doar jocul cu Fenerbahçe din prima rundă a sferturilor de finală. În Premier League s-au jucat două meciuri între cele două formații: 2-0 pe Old Trafford pentru Manchester united în primul meci pe banca londonezilor ca principal al lui Avram Grant și 2-1 pentru Chelsea în meciul retur de pe Stamford Bridge.

### Detaliile meciului
| Manchester United | 1 - 1 6 - 5 (după prelungiri) | Chelsea     |
| ----------------- | ----------------------------- | ----------- |
| Ronaldo 26'       |                               | Lampard 45' |

|                                                                  |       | Penaltiuri                                                      |  |
| Tévez · Carrick · Ronaldo · Hargreaves · Nani · Anderson · Giggs | 6 – 5 | Ballack · Belletti · Lampard · A. Cole · Terry · Kalou · Anelka |  |

| Manchester United | Chelsea |

| MANCHESTER UNITED: |    |                         |      |        |
|                    |    |                         |      |        |
| GK                 | 1  | Edwin van der Sar       |      |        |
| RB                 | 6  | Wes Brown               |      | 120+5' |
| CB                 | 5  | Rio Ferdinand (căpitan) | 43'  |        |
| CB                 | 15 | Nemanja Vidić           | 111' |        |
| LB                 | 3  | Patrice Evra            |      |        |
| RM                 | 4  | Owen Hargreaves         |      |        |
| CM                 | 18 | Paul Scholes            | 21'  | 87'    |
| CM                 | 16 | Michael Carrick         |      |        |
| LM                 | 7  | Cristiano Ronaldo       |      |        |
| CF                 | 10 | Wayne Rooney            |      | 101'   |
| CF                 | 32 | Carlos Tévez            | 116' |        |
| Rezerve:           |    |                         |      |        |
| GK                 | 29 | Tomasz Kuszczak         |      |        |
| DF                 | 22 | John O'Shea             |      |        |
| DF                 | 27 | Mikaël Silvestre        |      |        |
| MF                 | 8  | Anderson                |      | 120+5' |
| MF                 | 11 | Ryan Giggs              |      | 87'    |
| MF                 | 17 | Nani                    |      | 101'   |
| MF                 | 24 | Darren Fletcher         |      |        |
| Antrenor:          |    |                         |      |        |
| Sir Alex Ferguson  |    |                         |      |        |

| CHELSEA:    |    |                   |      |        |
|             |    |                   |      |        |
| GK          | 1  | Petr Čech         |      |        |
| RB          | 5  | Michael Essien    | 118' |        |
| CB          | 6  | Ricardo Carvalho  | 45'  |        |
| CB          | 26 | John Terry (c)    |      |        |
| LB          | 3  | Ashley Cole       |      |        |
| DM          | 4  | Claude Makélélé   | 21'  | 120+4' |
| CM          | 13 | Michael Ballack   | 116' |        |
| CM          | 8  | Frank Lampard     |      |        |
| RW          | 10 | Joe Cole          |      | 99'    |
| LW          | 15 | Florent Malouda   |      | 92'    |
| CF          | 11 | Didier Drogba     | 116' |        |
| Rezerve:    |    |                   |      |        |
| GK          | 23 | Carlo Cudicini    |      |        |
| DF          | 33 | Alex              |      |        |
| DF          | 35 | Juliano Belletti  |      | 120+4' |
| MF          | 12 | Mikel John Obi    |      |        |
| MF          | 21 | Salomon Kalou     |      | 92'    |
| FW          | 7  | Andriy Shevchenko |      |        |
| FW          | 39 | Nicolas Anelka    |      | 99'    |
| Antrenor:   |    |                   |      |        |
| Avram Grant |    |                   |      |        |

| UEFA Man of the Match: Edwin van der Sar Fans' Man of the Match: Cristiano Ronaldo Arbitrii asistenți: Roman Slysko Martin Balko Arbitru de rezervă: Vladimir Hrinak |